# Louis Codet
Pour les articles homonymes, voir Codet (homonymie).
Louis Codet, né à Perpignan (Pyrénées-Orientales) le 8 octobre 1876 et mort au Havre (Seine-Maritime) le 27 décembre 1914, est un écrivain français.

## Biographie

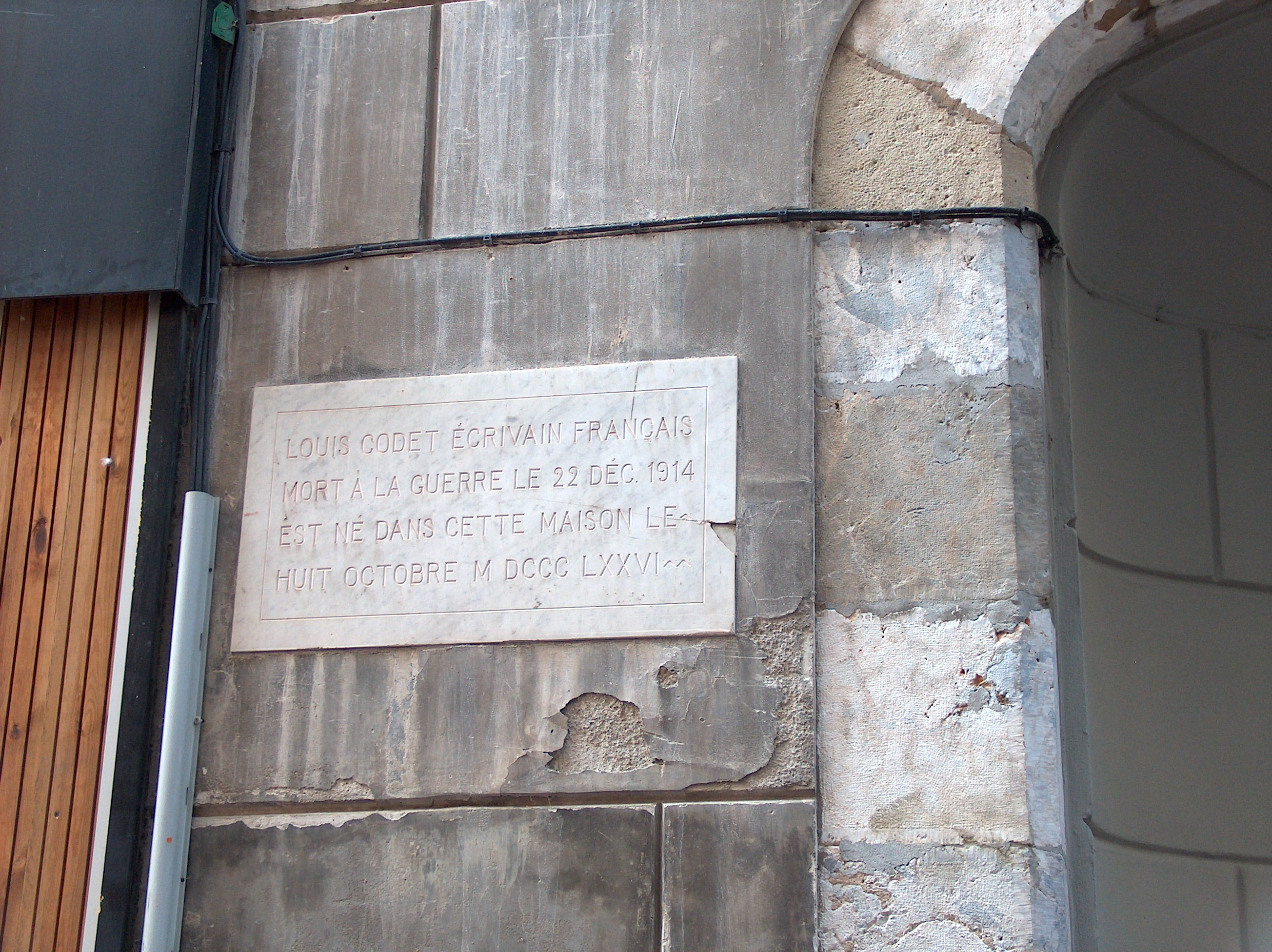
Plaque commémorative au 12 rue de la Cloche d'Or à Perpignan

Louis Codet, issu d’une vieille famille de Saint-Junien, fils de Jean Codet, député et sénateur (à son époque, les Codet occupaient la même maison depuis six siècles), bien que vivant à Paris, voyait dans le Limousin « un pays de paradis ». Il nait en 1876, 12 rue de la Cloche d'or à Perpignan.
Après des études au Lycée Condorcet, à Paris, il suit les cours de la Sorbonne jusqu'à devenir docteur en droit en 1903, tout en suivant les leçons de l'Académie Julian et de l'Atelier Cormon qui lui permettront de raconter dans ses ouvrages des histoires de peintre.
En politique, il représente, en 1909 et 1910, l’arrondissement de Rochechouart à l’Assemblée nationale.
En littérature, il publie de son vivant La Rose du jardin (1907) puis La Petite Chiquette (1908), l’histoire plus ou moins autobiographique, d’un jeune peintre montmartrois et de son amie au langage vivant et populaire. Il écrit dans quelques revues, la Revue Blanche, les Marges de son ami Eugène Montfort (qui lui consacre un numéro spécial en 1924). Le 15 novembre 1908, Louis Codet figure dans la liste des collaborateurs du premier numéro de la Nouvelle Revue française, mais l'expérience entre les groupes Gide et Montfort tourne court. Dandy parisien, Louis Codet est l'ami des artistes, il se lie d'une sincère et grande amitié avec Guillaume Apollinaire, Marie Laurencin.
Sous-lieutenant au 90e RIT, il est blessé à Steenstrate, dans les Flandres belges, par un obus le 5 novembre 1914 et meurt, au Havre, auprès de sa femme. 
L’Académie française lui décerne le prix Narcisse-Michaut en 1915.
À 38 ans, il laisse de nombreux textes inédits, dont une nouvelle, César Capéran, que Gaston Gallimard publie en 1918. L’histoire pleine d’humour d’un Gascon monté à Paris des projets littéraires plein la tête mais préférant vivre en dilettante et finissant sa carrière comme conservateur d’un petit musée vers Auch. Suivra Louis l’indulgent en 1926, petit roman autobiographique dont le premier titre est Un apprentissage : histoire(s) d’enfance et d’adolescence, départ pour Paris, toujours, petit monde des peintres, jolis tableaux, belles rencontres.
Il est inhumé à Saint-Junien.

## Carrière politique

### Mandats électifs
- Député de la Haute-Vienne du 21 février 1909 au 31 mai 1910 (Gauche radicale[2]).

## Œuvres
- Un apprentissage (1903, publié en 1926 sous le titre Louis l’indulgent)
- La Rose du jardin, 1907
- La Petite Chiquette, 1908
- César Capéran, 1918
- La Fortune de Bécot, 1921
- Images de Majorque, 1925, À l'Enseigne de la Porte Étroite
- Louis l'indulgent, 1926
- Poèmes et chansons, 1926
- Lettres à deux amis (Eugène de Montfort et Louis Bausil), 1927

## Éditions récentes
- César Capéran ou La Tradition (préf. Jean-Baptiste Harang), Paris, Éditions de la Table Ronde, coll. « La petite vermillon » (no 458), 2018, 144 p. (ISBN 978-2-7103-8953-8)
- César Capéran ou La Tradition (préf. Robert de Goulaine), Monaco, Éditions du Rocher, coll. « Motifs » (no 303), 2008, 112 p. (ISBN 978-2-268-06450-5)
- César Capéran ou La tradition (postface Auriant), Dole, Canevas éd., 1993, 111 p. (ISBN 2-88382-039-2)
- La Petite Chiquette (préf. Gilbert Sigaux), Lausanne, Éditions Rencontre, 1961
- César Capéran, Imprimeries populaires, Lausanne pour les membres de la Guilde du Livre, 1945, édition hors commerce. Lithographies originales de G.-H. Dessouslavy.

## Postérité
Louis Codet a donné son nom à un prix de poésie attribué par la Compagnie littéraire du Genêt d'Or de Perpignan. Les derniers lauréats à avoir reçu ce titre sont :
- Johan Sohet (2005, rappel du prix en 2006)
- Jean-Philippe Guirado (2006, rappel du prix en 2007)
- Alexandre Plache (2008)

Une rue porte son nom à Paris dans le 7e arrondissement : Rue Louis-Codet. Une rue à Saint-Junien (Haute-Vienne) porte le même nom mais en référence à son grand père, Louis-Paul Codet, ancien maire de la ville.
Un hôtel porte son nom à Paris dans le 7ème arrondissement, lecinqcodet Hôtel.